# Антоніо Барріос
Анто́ніо Ба́рріос (ісп. Antonio Barrios, 21 травня 1910, Гечо — 19 серпня 2002, Сан-Себастьян) — іспанський футбольний тренер.

## Футбольна кар'єра
Як гравець Барріос грав на позиції нападника, він грав у таких командах, як «Расінг» з Ферроля в сезоні 1932/33 (на той момент Терсера тривала до січня 1933 року), а потім перейшов у команду Прімери — «Аренас» (Гечо), де провів два сезони.

## Кар'єра тренера
Свою тренерську кар'єру почав після громадянської війни. Першим клубом в кар'єрі став «Реал Вальядолід» з яким за два роки пройшов шлях від Терсери до Прімери. Сезон 1950/51 працював у «Расінгу», де провів 30 матчів у чемпіонаті, а команда посіла 10 місце.
У 1951 році покинув команду і очолив клуб «Депортіво Малага», за підсумками сезону команда зайняла перше місце і вийшла у вищий дивізіон Іспанії. У наступному сезоні очолив «Атлетік Більбао». Під керівництвом Барріоса команда двічі займала шосте місце в чемпіонаті, а також вийшла у фінал Кубка Іспанії.
Протягом сезону 1954/55 керував футбольним клубом «Атлетік» (Тетуан) з Іспанського Марокко, що виступав в іспанській Сегунді, звідки він перейшов в «Атлетіко Мадрид», з яким протягом двох років займав п'яте місце.
Перед сезоном 1957/58 Барріос очолив «Реал Бетіс» і з першого сезону вивів його у Прімеру, де в наступному році посів з клубом шосте місце. Після цього сезону Барріос перебрався в «Еспаньйол», а наступного року в «Ельче» де пропрацював 20 матчів, після чого був звільнений. У цьому ж сезоні був тимчасовим наставником «Севільї», а вже після його закінчення був затверджений тренером на постійній основі.
Після трьох років в «Севільї», Барріос очолив «Реал Сосьєдад», але за підсумками сезону покинув клуб і повернувся в «Атлетік Більбао».
У 1966 році знову повернувся в «Реал Бетіс», з яким виграв Сегунду. В наступному році вдруге очолив «Севілью» але після 18 туру був звільнений. У 1968 році став наставником «Вальядоліда», але після 7 туру був відправлений у відставку.
Повернувшись в «Реал Бетіс», він знову вивів їх у Прімеру у 1971 році, а 1972 року недовго попрацював у «Рекреатіво».
Останнім місцем тренерської роботи був клуб «Осасуна», головним тренером якої Антоніо Барріос був з 1973 по 1974 рік.
Помер 19 серпня 2002 року на 93-му році життя у місті Сан-Себастьян.